# Jason Arnott
 (Collingwood, 11 ottobre 1974) è un ex hockeista su ghiaccio canadese che ha giocato come attaccante nella National Hockey League per diciotto stagioni. In carriera vanta oltre 1000 apparizioni in NHL ed un titolo mondiale ottenuto con il Canada.

## Carriera

### Club
Jason Arnott trascorse due stagioni dal 1991 al 1993 in Ontario Hockey League, vestendo la maglia degli Oshawa Generals. In 126 presenze totalizzò 59 reti ed 81 assist. Fu scelto nel 1993 dagli Edmonton Oilers nel corso del primo giro, in 7ª posizione assoluta.
Nella sua stagione da rookie in NHL, quella 1993-94, Arnott disputò 78 partite nel ruolo di ala sinistra e segnò 68 punti; concluse la stagione arrivando alle spalle del futuro compagno di squadra Martin Brodeur per l'assegnazione del Calder Memorial Trophy, premio riservato al miglior esordiente. Il 4 gennaio 1998 Arnott fu ceduto ai New Jersey Devils insieme a Bryan Muir in cambio di Valerij Zelepukin e Bill Guerin. Nei Devils fu inserito nella stessa linea d'attacco di Patrik Eliáš e Petr Sýkora, e giunse nel 2000 alla conquista della Stanley Cup, segnando all'overtime il gol decisivo di Gara-6 contro i Dallas Stars.
Il 19 marzo 2002 Arnott fu ceduto ai Dallas Stars insieme a Randy McKay in cambio di Joe Nieuwendyk e di Jamie Langenbrunner. Con la maglia dei Devils Arnott aveva disputato 360 incontri totali, segnando 115 reti con 147 assist ai compagni.
Nella stagione 2005–06 Arnott raggiunse il record di 76 punti con la maglia di Dallas, con 32 reti e 44 assist. Solo nella stagione da rookie era riuscito a fare meglio segnando 33 reti. Al termine della stagione firmò un contratto quinquennale da 22,5 milioni di dollari con i Nashville Predators. Dal 2007 al 2010 ricoprì il ruolo di capitano dei Predators.
Il 19 giugno 2010 Arnott ritornò ai New Jersey Devils, formazione con cui aveva conquistato la Stanley Cup dieci anni prima, in cambio di Matt Halischuk e una scelta al secondo giro del Draft 2011. Questo fu il primo scambio mai fatto fra i Devils e i Predators nella loro storia. Nei Devils Arnott giocò insieme a Jamie Langenbrunner, lo stesso giocatore coinvolto nel suo passaggio ai Dallas Stars nel 2002.
Il 28 febbraio 2011 Arnott fu ceduto di nuovo dai New Jersey Devils, per poi essere ingaggiato dai Washington Capitals fino al termine della stagione in cambio di Dave Steckel e una scelta al secondo giro del Draft 2012. Il 9 marzo Arnott mise a segno il punto numero 900 in regular season nel successo per 5-0 contro gli Edmonton Oilers, mentre il 2 aprile segnò la 400ª rete in carriera nel successo per 5-4 contro i Buffalo Sabres.
Il 6 luglio Arnott firmò da free agent un contratto annuale con i St. Louis Blues. Il 5 novembre 2013 dopo diciotto anni di professionismo Arnott annunciò il proprio ritiro.

### Nazionale
Jason Arnott giocò con la nazionale del Canada i mondiali del 1994, disputati in Italia. In otto presenze fornì sei assist ai compagni, contribuendo alla conquista della medaglia d'oro, la prima dopo trentatré anni.

## Palmarès

### Club
- Stanley Cup: 1

New Jersey: 1999-2000

### Nazionale
- Campionato mondiale di hockey su ghiaccio: 1

Italia 1994

### Individuale
- NHL All-Rookie Team: 1

1993-1994
- NHL All-Star Game: 2

1997, 2008